# أقتاي كزيمي
أقتاي مماد أغلو كزيمي (بالأذربيجانية: Oqtay Məmməd oğlu Kazımov) ملحن أذربيجاني، فنان الشعب في جمهورية أذربيجان، حائز على لقب الجدارة للجمهورية أذربيجان (1992)، مؤلف أول أوبريت روك في أذربيجان.

## حياته، إبداعه
ولد أقتاي كزيمي في 27 ديسمبر، عام 1932 في مدينة أسترى.
بعد درسته ثانوية في أسترى، دخل أقتاي كزيمي إلى كلية جوقة وقائد أركيسترا في صف حاجي خانمامادوف من المدرسة ألثانوية للموسيقى أسمه عاسف زينلي.
قام بتأليف أغنيته الأولى تحت اسم «الأطفال السعداء» عندما درس في المدرس.
في عام 1957، دخل أقتاي كزيمي إلى كلية ألتأليف في أكاديمية باكو للموسيقى. ودرس في اكاديمية في صف جودات حجييف.
عمل أقتاي كزيمي كمعلم في مدرسة سومقاييت للموسيقى بين 1966-1967، وبعد ذلك كرئيس للإدارة.
أسس أقتاي كزيمي أوركيسترا «إيكسبيريمينت» («تجروبة») في السنوات التي عمل في سومقاييت.
تم منح أقتاي كزيمي على لقب حائزعلى لقب الجدارة للجمهورية أذربيجان في عام 1992، فنان الشعب في جمهورية أذربيجان في عام 2006.
هو مؤلف أول أوبرا روك في أذربيجان.
توفي أقتاي كزيمي في 9 أغستوس، عام 2000.

## أعماله

### السمفونية
- «رابسودي لأذربيجان»، لأوركسترا السيمفونية الكبرى. (1962)
- «السيمفونية البطولية». (1964)
- «الفخامة السمفونية» مخصص للمعلم المفضل جودات حجييف. (1976)
- «أذربيجان» للأوركسترا السيمفونية. (1980)
- سيمفونية«شهداء». (1990)
- لوحة قرا باغ" متتابعة (موسيقى)(1992)